# Eve Torres
Eve Torres (ur. 21 sierpnia 1984 w Denver) – amerykańska tancerka i profesjonalna modelka. Znana jest jako diva WWE, gdzie była trzykrotną posiadaczką tytułu Divas Championship. Eve rozpoczynała karierę jako tancerka i modelka. Tańczyła w The Southern California Summer Pro League. W latach 2006–2007 tańczyła w zespole Los Angeles Clippers. Pojawiała się też w niektórych programach telewizyjnych.
W 2007 roku wygrała 2007 Diva Search i podpisała kontrakt z WWE. Zadebiutowała w roku 2008. Pojawiała się na różnych konkursach takich jak konkursy taneczne czy bikini. W 2009 roku rozpoczęła karierę wrestlerską prowadząc feudy z Michelle McCool, Laylą i Natalyą. Później stała się menadżerką tag-teamu Cryme Tyme. Pod koniec 2009 roku została przeniesiona na Raw i stała się menadżerką Chrisa Mastersa. 12 kwietnia 2010 roku zdobyła swój pierwszy tytuł mistrzyni Div. Stała się pierwszą Divą, która wygrała Diva Search, a później zdobyła tytuł mistrzowski. Tytuł straciła w czerwcu tego samego roku. Eve po raz drugi zdobyła tytuł Divas Championship na gali Royal Rumble w 2011 roku. Była mistrzynią przez 71 dni i straciła tytuł 11 kwietnia 2011 roku. W kwietniu 2012 roku została zastępczynią Johna Laurinaitisa, który był generalnym menadżerem Raw i Smackdown. Po stracie władzy przez Laurinaitisa, w sierpniu 2012 roku została asystentką generalnego menedżera Smackdown Bookera T pokonując w pojedynku o to miano Kaitlyn. W tym samym roku na gali Night of Champions jako jedyna Diva wygrała Divas Championship po raz trzeci w karierze. Na 20-leciu Monday Night Raw 14 stycznia 2013 roku straciła mistrzostwo na rzecz Kaitlyn. Tego samego dnia odeszła z World Wrestling Entertainment.

## Życiorys

### 2007 WWE Diva Search
W maju 2007 roku, Eve dołączyła do Diva Search. Została wybrana przez oficjeli WWE jako jedna z 18 finalistek. 29 października 2007 roku na Raw została ogłoszona zwyciężczynią. Po pokonaniu finalistki Diva Search Brooke Gilbertsen została oficjalną Divą WWE. W następstwie zwycięstwa rozpoczęła treningi we Florida Championship Wrestling – oficjalnej rozwojówce WWE.

### SmackDown (2008–2009)
11 stycznia 2008 na Smackdown pojawiło się pierwsze wideo promujące jej postać. Trzy tygodnie później 1 lutego 2008 roku zadebiutowała przeprowadzając wywiad z byłym mistrzem Wagi Ciężkiej Batistą. Z początku brała udział w konkursach Div mającej wyłonić najlepszą Divę Smackdown. Rywalizowała na torze przeszkód, w konkursie bikini i siłowaniu na rękę, po którym została wyeliminowana. Eve pojawiła się na Wrestlemanii XXIV jako Lumberjill w pojedynku BunnyMania pomiędzy Marią i Ashley przeciwko Beth Phoenix i Melinie. Eve do końca roku brała udział w różnych konkursach tanecznych i bikini. 3 listopada 2008 roku, na 800. odcinku Raw zadebiutowała w ringu w szesnastoosobowym pojedynku Div, gdzie jej team przegrał, a ona nawet nie walczyła. Jej pierwszy storyline rozpoczął się na początku 2009 roku z Michelle McCool, która zaatakowała ją. 6 lutego na Smackdown, Eve zadebiutowała w pojedynku jeden na jeden z Michelle. Pojedynek ten przegrała poprzez submission. Przez kolejne kilka miesięcy kontynuowała feud biorąc udział w walkach 1 na 1, jak i pojedynkach tag teamowych. W połowie 2009 roku, Torres rozpoczęła feud z Laylą. Po konkursie tanecznym i siłowaniu na rękę tej dwójki, Eve pokonała Laylę 29 maja na Smackdown w walce 1 vs 1. 18 czerwca na Superstars, Eve ponownie pokonała Laylę. Po pojedynku obie uścisnęły sobie ręce. Po feudzie z Laylą, Eve dołączyła do Cryme Tyme (Shad i JTG) i występowała z nimi w kilku segmentach na zapleczu. Później towarzyszyła Cryme Tyme podczas storyline’u z The Hart Dynasty(David Hart Smith, Tyson Kidd, and Natalya). Razem z Cryme Tyme brała udział w sześcioosobowych pojedynkach mixed tag team przeciwko The Hart Dynasty. Eve walczyła też w pojedynkę z Natalyą, jak i w pojedynkach tag teamowych z innymi divami. 9 października na Smackdown stoczyła ostatni pojedynek. Przegrała wtedy z Michelle McCool.

### Raw i mistrzyni Div (2009–2012)
12 października 2009 roku została przeniesiona na Raw. 2 listopada stoczyła pierwszy pojedynek po przeniesieniu, był to Battle Royal, który wygrała Alicia Fox. W grudniu 2009 roku rozpoczęła storyline’owy romans z Chrisem Mastersem i została jego menadżerką. W styczniu 2010 roku tytuł Divas Championship został zwakowany i ogłoszono turniej mający wyłonić nową mistrzynię. Eve dostała się do półfinału, gdzie przegrała z Maryse. Na Wrestlemanii XXVI wzięła udział w dziesięcioosobowym pojedynku tag teamowym Div. Jej zespół przegrał, lecz na kolejnym Raw w rewanżowym pojedynku, Eve przypięła Maryse dając swojej drużynie zwycięstwo. 5 kwietnia wygrała „Dress to Impress” battle royal i stała się pretendentką do tytułu Divas Championship. Na kolejnym Raw pokonała Maryse i po raz pierwszy zdobyła tytuł Divas Championship. Na majowej gali Over The Limit obroniła tytuł w pojedynku z Maryse. W czerwcu Eve utraciła tytuł w fatal four-wayu gdy Alicia Fox przypięła Maryse. 5 lipca Torres chciała walki rewanżowej, ale Alicia była kontuzjowana. Eve otrzymała szansę rewanżu na gali Money in The Bank, lecz przegrała. Później Eve została menadżerką R-Trutha. 30 stycznia 2011 roku na Royal Rumble została dodana do walki o tytuł mistrzowski Div. Eve przypięła Laylę i zdobyła po raz drugi ten tytuł. Broniła tytułu do 11 kwietnia, gdzie na Raw została pokonana przez Brie Bella. Potem Eve utworzyła zespół z mistrzynią Div Kelly Kelly. Razem prowadziły feud z Divas of Doom (Beth Phoenix and Natalya). Kelly Kelly straciła pas na rzecz Beth Phoenix, a Eve pokonała Natalyę zdobywając walkę z Beth. Torres zmierzyła się z mistrzynią na gali Vegenance, gdzie nie udało jej się pokonać Beth. 31 października 2011 wygrała Battle Royal o miano pretendentki do tytułu. Stoczyła pojedynek o pas na Surivor Series, gdzie przegrała. Eve rozpoczęła storyline z Zackiem Ryderem. Jako tag team zmierzyli się 26 grudnia 2011 roku na Raw przeciwko Natalyi i Tysonowi Kiddowi. 9 stycznia 2012 roku Eve przyjęła oświadczyny Zacka rozpoczynając miłosny storyline. Na Royal Rumble Eve, Kelly Kelly, Alicia Fox i Tamina zostały pokonane przez Beth Phoenix, Natalyę, i The Bella Twins. Kane rozpoczął dręczyć Zacka (przyjaciela Johna Ceny, z którym Kane feudował) i doprowadził do jego kontuzji. Kane skupił się na Eve, próbował zaatakować ją, ale John Cena przybył jej z pomocą. 6 lutego podczas ośmioosobowego pojedynku Div, Beth Phoenix złamała jej nos po clotheslinie. 13 lutego Cena uratował Eve przed porwaniem przez Kane’a, Eve pocałowała Johna czego świadkiem był Zack Ryder. Tego samego dnia Eve powiedziała Ryderowi, że ma nadzieję iż dalej mogą być przyjaciółmi.

### Mistrzyni Div, odejście (2012−2013)
Na Raw 20 lutego Eve rozpoczęła powolny heel turn. Zwierzyła się na zapleczu Bella Twins, że nigdy nie lubiła Rydera, wykorzystała go żeby się wybić i chciała w podobny sposób wykorzystać Johna Cenę. John dowiedział się o tym i odmówił jej przeprosin gdy o nie błagała. Eve tłumacząc się ze swojego zachowania stwierdziła, że ludzie już nie zobaczą jej w roli damy w niebezpieczeństwie. Była dumna z tego kim jest, że swoją urodą potrafi uwodzić mężczyzn. Swój pierwszy pojedynek jako heel stoczyła 22 marca na Smackdown, gdzie razem z Beth Phoenix wygrały pojedynek z Natalyą i Taminą Snuką. Na Wrestlemanii XXVIII Beth i Eve zostały pokonane przez Kelly Kelly i Marię Menounos. Tego samego wieczoru towarzyszyła Zackowi Ryderowi w pojedynku Team Teddy vs. Team Johnny. Pod koniec pojedynku Eve rozproszyła Zacka, przez co on otrzymał Skull Crushing Finalle od The Miza i Team Teddiego przegrał. Na Raw 23 kwietnia została ogłoszona specjalnym zarządcą Raw i Smackdown przez generalnego menedżera Raw i Smackdown Johna Laurinaitisa. Jej pierwszą decyzją było zwolnienie Bella Twins 30 kwietnia. Eve powróciła do WWE TV 2 czerwca w segmencie z AJ Lee na zapleczu. Do ringu powróciła tydzień później gdzie w zespole z Danielem Bryanem przegrała z CM Punkiem i AJ. Na gali Money in The Bank wzięła udział w pojedynku tag teamowym gdzie razem z Beth Phoenix i Natalyą poniosła porażkę z drużyną mistrzyni Div Laylą, Kaitlyn i Taminą Snuką. Na kolejnym Raw po gali razem The Mizem przegrała z Danielem Bryanem i AJ. Na Raw 6 sierpnia przegrała z Kelly Kelly. 10 sierpnia na Smackdown Eve zapytała nowego generalnego menedżera Smackdown Bookera T czy dostanie posadę jego asystentki. Na to stanowisko prawie została przyjęta Kaitlyn, ale Eve skarżyła się, że GM ją dyskryminuje, więc zabukowany został pojedynek Eve vs. Kaitlyn o stanowisko asystentki generalnego menedżera Smackdown. Eve w tym pojedynku zwyciężyła i została asystentką Bookera T. 24 sierpnia Eve udawała face’a gratulując mistrzyni Div Layli i pretendentce Kaitlyn. Tego samego dnia Torres chciała zaimponować Bookerowi T i ogłosiła Teddy’ego Longa nowym starszym doradcą. 31 sierpnia wciąż udając pozytywny charakter zasiadła za stolikiem komentatorskim w trakcie pojedynku między Natalyą i Kaitlyn. 3 września na Raw Eve pokonała Kaitlyn i przed opuszczeniem areny chciała uścisnąć dłoń Kaitlyn oraz Layli, która była w trakcie tego pojedynku przy ringu. Następnego tygodnia na Raw Eve utworzyła tag team z Laylą i Kaitlyn. Pokonały one Beth Phoenix, Natalyę i Alicię Fox. Po pojedynku wzniosła ręce Kaitlyn i Layli w górę w geście zwycięstwa. 16 września na gali Night of Champions Kaitlyn została zaatakowana i odniosła kontuzję kostki. Eve otrzymała title shot i pokonała Laylę stając się pierwszą Divą, która zdobyła tytuł Divas Championship trzykrotnie. 17 września na Raw Eve pokonała Beth Phoenix w non-title matchu. 24 września razem z Beth Phoenix pokonała Laylę i Alicię Fox. Po walce pojawiła się kontuzjowana Kaitlyn mówiąc, że osoba, która ją zaatakowała, jest blondynką. Po tym Eve zaatakowała Beth Phoenix. 28 września na Superstars Layla pokonała Eve zdobywając szansę na zdobycie pasa. 29 września Eve zawiesiła Beth Phoenix za atak na Kaitlyn. Tego samego dnia Booker T przywrócił Beth. Eve obwiniła Teddy’ego za pomysł zawieszenia Phoenix. 8 października na Raw Eve obroniła tytuł w pojedynku przeciwko Kaitlyn przez submisson. Po pojedynku Eve próbowała odnowić kontuzję Kaitlyn, lecz została odepchnięta przez Laylę. Tydzień później Eve obroniła pas w walce przeciwko Layli. Na gali Hell in a Cell Eve obroniła pas w walce przeciwko Kaitlyn i Layli. 5 listopada na Raw Eve z Aksaną przegrała w pojedynku tag teamowym z Laylą i Kaitlyn. 12 listopada Eve była przy stoliku komentatorskim obserwując pojedynek o miano pretendentki do tytułu na gali Survivor Series, którą wygrała Kaitlyn. 16 listopada na Smackdown Eve z Aksaną i Alicią Fox przegrała z Kaitlyn, Laylą i Natalyą po pinie Kaitlyn na Alicii. Na Survivor Series Eve obroniła tytuł. Po kontuzji łokcia na live evencie Raw, Eve powróciła 10 grudnia na Raw pokonując Alicię Fox. Na gali TLC, Eve była przy stole komentatorskim podczas Battle Royal o miano pretendentki do tytułu Div na tę galę. Przeszkodziła Kaitlyn i doprowadziła do zwycięstwa Naomi, którą później pokonała. 17 grudnia na Raw Kaitlyn zrewanżowała się pokonując Eve w non-title matchu. Na świątecznym Raw 24 grudnia, Eve razem z Aksaną, Taminą Snuką i Rosą Mendes przegrała pojedynek tag teamowy z Kaitlyn, Laylą, Alicią Fox i Natalyą. Na sylwestrowej edycji Raw „New Years Eve” wybrała Hall Of Famerkę Mae Yound na pretendentkę do tytułu na to Raw. Eve chciała by sędzia ogłosił zwycięstwo walkowerem, ale została zaatakowana przez Kaitlyn. Eve zakończyła 2012 rok z największą liczbą walk TV/PPV wśród Div(stoczyła 33 walki). 7 stycznia 2013 roku Eve przegrała pojedynek z Kaitlyn przez count-out więc wciąż była mistrzynią. Na 20-leciu Monday Night Raw Booker T dodał stypulację przed walką „jeśli Eve zostanie wyliczona poza ringiem utraci tytuł”. Eve przegrała po spearze i nową mistrzynią Div została Kaitlyn.
Miesiąc wcześniej Eve poprosiła o zwolnienie Vince’a McMahona by móc przebywać ze swoim mężem i skupić się na roli instruktora w Gracie Women Empowered Self-defense program.

## W wrestlingu
- Akcje kończące (Finishery)
  - Evesault (Moonsault) – 2009–2012
  - Handspring standing moonsault – 2009–2010
  - The Heart Breaker (Snap Swinging Neckbreaker) – 2010–2013
- Signature Moves
  - Bootysault (Standing Moonsault)
  - Bridging vertical suplex
  - Diving cross armbar
  - Fujiwara armbar
  - Hangman’s choke
  - Inverted facelock elbow drop
  - Multiple kick variations
  - Baseball slide
  - Bicycle
  - Enzuigiri (czasami springboard Enzuigiri)
  - Single leg drop
  - Reverse STO
  - Samoan drop
  - Schoolgirl roll-up
  - Small package
  - Somersault senton
  - Straight jacket
  - Swinging neckbreaker
- Menadżerowie
  - Cryme Tyme
  - Gail Kim
  - Kelly Kelly
  - Alicia Fox
  - Beth Phoenix
- Menadżerowała
  - Cryme Tyme
  - Chrisowi Mastersowi
  - R-Truthowi
  - Kelly Kelly
  - Zackowi Ryderowi
- Pseudonimy
  - „Hoeski”
  - „The Hellacious Hartbreaker”
- Muzyka wejściowa
  - „Pop Energia” – Juan Estefan (1 lutego 2008–listopad 2008)
  - „She Looks Good” – Jim Johnston (listopad 2008–lipiec 2011; 15 sierpnia 2011 – 21 października, 2011)
  - „She Looks Good (V2)” – Jim Johnston (1 sierpnia 2011 – 8 sierpnia 2011)
  - „She Looks Good (V3)” – Jim Johnston (23 października 2011 – 14 stycznia 2013)

## Osiągnięcia w wrestlingu
- World Wrestling Entertainment
  - 3x WWE Divas Championship
  - Zwyciężczyni Diva Search w 2007 roku
- Pro Wrestling Illustrated
  - PWI umieścił ją na 5. miejscu w rankingu najlepszych żeńskich wrestlerek w PWI Female 50 (2010 rok)
  - PWI umieścił ją na 22. miejscu w rankingu najlepszych żeńskich wrestlerek w PWI Female 50 (2012 rok)
  - PWI umieścił ją na 11. miejscu w rankingu najlepszych żeńskich wrestlerek w PWI Female 50 (2011 rok)
- Pro Wrestling Report
  - Wrestlerka roku (2012)

## Filmografia
| Rok  | Tytuł         |
| ---- | ------------- |
| 2016 | Dorwać Wattsa |

## Życie prywatne
Torres trenuje Brazylijskie Jiu-Jitsu, w którym ma niebieski pas i kickboxing. Jest żoną Renera Gracie.